# Kalbsgelinge
Als Kalbsgelinge bezeichnet man verschiedene Innereien des Kalbes. Es ist der Sammelbegriff für die Innereien der Brusthöhle (Herz, Bries), der Leber und das Gelingefleisch (Zunge, Speiseröhre und Luftröhre).